# Kontrola porodnosti
Kontrola porodnosti je pojem označující činnost za účelem získat kontrolu nad rozmnožováním člověka – obvykle ve smyslu zabránění rození nechtěných dětí či docílení toho, aby se děti rodily pouze, když je to žádoucí a plánované.

## Metody kontroly porodnosti
- sexuální abstinence
- přirozené plánování rodičovství (bývá zahrnuta v širších pojetích antikoncepce)
- přerušovaná soulož (bývá zahrnuta v širších pojetích antikoncepce)
- sterilizace a kastrace
- antikoncepce (v užším slova smyslu)
  - bariérová antikoncepce
  - hormonální antikoncepce
- interrupce

## Kontrola porodnosti v dnešním světě
V klasických demokratických státech je kontrola porodnosti otázkou samotných párů, státní instituce maximálně apelují na určitý typ chování, které někdy i finančně zvýhodňují. V západních zemích byla v druhé polovině 20. století kontrola porodnosti zaměřená na omezení počtu dětí považována za extrémně žádoucí, měla zabránit přelidnění. V současné době již není chápána tak jednoznačně pozitivně, neboť lidé ji začali využívat do té míry, že v řadě vyspělých zemí došlo k takovému propadu porodnosti, že nestačí ani k udržení stávající velikosti populace. To vede jednak k úbytku počtu obyvatel, jednak (společně s rostoucí kvalitou lékařské péče a tím pádem délky života) k nezdravým změnám struktury společnosti, kde rychle roste podíl důchodců a klesá podíl obyvatel v produktivním věku. Řadu států to vede k programům na podporu porodnosti, kdy finančně podporují rodiny s (více) dětmi.
Na světě existují i diktátorské režimy, které vynucují kontrolu porodnosti i proti vůli samotných zainteresovaných obyvatel – nejznámější z nich je Čína, která nejen stanoví vysoké (a pro řadu lidí neuhraditelné) pokuty za překročení pravidel její politiky jednoho dítěte, ale případně i násilím nutí matky takovýchto nadpočetně počatých dětí k interrupci. Čína též v rámci počínštění Tibetu násilím sterilizovala či nutila k interrupcím tisíce Tibeťanek.

## Dobrovolná bezdětnost
Na významu nabývá i kontrola porodnosti samotným jedincem či párem. Od 80. let 20. století jsou vytvářeny organizace i programy, které mají v názvu termín „childfree“ (dobrovolně bezdětní), motivace k bezdětnosti je velmi různorodá.